# Ruta Estatal de Nevada 266
La Ruta Estatal de Nevada 266, y abreviada SR 266 (en inglés: Nevada State Route 266) es una carretera estatal estadounidense ubicada en el estado de Nevada. La carretera inicia en el Oeste desde la SR 266     en Oasis hacia el Este en la US 95     en Goldfield. La carretera tiene una longitud de 64,9 km (40.338 mi).

## Mantenimiento
Al igual que las autopistas interestatales, y las rutas federales y el resto de carreteras estatales, la Ruta Estatal de Nevada 266 es administrada y mantenida por el Departamento de Transporte de Nevada por sus siglas en inglés Nevada DOT.

## Cruces
La Ruta Estatal de Nevada 266 es atravesada principalmente por la  SR 774     en Gold Point.